# Deuil national
Un deuil national est une journée ou une période plus longue dont le gouvernement d'un pays décide officiellement qu'elle sera marquée, durant les activités de la population, par le deuil et la mémoire d'un ou plusieurs morts auprès de l'opinion publique de ce pays : d'un chef d'État ou ancien chef d'État (en particulier dans les monarchies), des personnes ayant accompli des actes reconnus comme héroïques, des victimes d'un accident grave, d'un acte de barbarie ou d'une catastrophe naturelle, etc. Un instant de recueillement est convoqué.
Ces commémorations (drapeaux en berne, minutes de silence, etc.) peuvent être accompagnées d'obsèques nationales, notamment lorsqu'il s'agit du décès de personnes héroïques ou de personnalités ayant exercé un rôle moral, politique ou social important dans le pays.
Le deuil national initial est parfois à l'origine de commémorations régulières à chaque date anniversaire de la mort ou des obsèques ou de l'événement à l'origine du décès.

## Exemples de deuils nationaux
Cette liste ne mentionne que des deuils nationaux d’au moins une journée, depuis 1930.

### Albanie
- 2024 : les 2 et 3 juillet à la suite de la mort de l'écrivain Ismaïl Kadaré[1].

### Algérie
- 2012 : huit jours de deuil national à la suite de la mort d'Ahmed Ben Bella[2].
- 2016 : huit jours de deuil national furent décrétés à la suite de la mort de Fidel Castro[3].

### Afrique du Sud
- 2013 : une semaine de deuil national fut décrétée à la suite de la mort de Nelson Mandela.

### Argentine
- 1974 : trois jours de deuil national furent décrétés à la suite de la mort de Juan Perón[4] ;
- 2005 : trois jours de deuil national ont été annoncés après la mort du pape Jean-Paul II[5] ;
- 2010 : trois jours de deuil national furent décrétés à la suite de la mort de Néstor Kirchner[6] ;
- 2013 : trois jours de deuil national furent décrétés à la suite de la mort de Hugo Chávez[7] ;
- 2014 : deux jours de deuil national furent décrétés à la suite de la mort de Gustavo Cerati[8]
- 2020 : trois jours de deuil national furent décrétés à la suite de la mort de Diego Maradona[9].
- 2025 : sept jours de deuil national furent décrétés à la suite du décès du pape argentin François.

### Australie
- 2009 : un jour de deuil national fut décrété pour les victimes des feux de brousse du Victoria le 22 février.

### Autriche
- 2020 : trois jours en hommage aux victimes de l'attentat du 2 novembre à Vienne[10].

### Belgique
- 1935 : une semaine, à l'occasion du décès accidentel de la reine Astrid, épouse du roi Léopold III ;
- 1er août 1993 : mort du roi des Belges Baudouin le 31 juillet, neuf jours de deuil national furent décrétés ;
- 14 avril 1995 : assassinat de 10 casques bleus belges, comptant parmi les événements initiaux du génocide des Tutsis au Rwanda en avril 1994[11] ;
- 4 août 2004 : catastrophe de Ghislenghien[12] ;
- 16 mars 2012 : accident du tunnel de Sierre[13],[14] ;
- 2014 : sept jours à la suite de la mort de la reine Fabiola le 5 décembre ;
- 2016 : trois jours sont décrétés à la suite des attentats de Bruxelles le 22 mars qui ont fait plus de 30 morts[15] ;
- 20 juillet 2021 : inondations tragiques sur une grande partie du territoire, surtout la Wallonie.

### Bénin
- 2013 : une semaine de deuil national furent décrétés à la suite de la mort de Nelson Mandela[16].
- 2015 : le 14 octobre à la suite de la mort de Mathieu Kérékou, ancien président de la République , une semaine de deuil national est décrétée[17].

### Brésil
- 1994 : trois jours à la suite du décès d'Ayrton Senna durant le Grand Prix de Saint-Marin ;
- 2005 : sept jours à la suite de la mort du pape Jean-Paul II[18] ;
- 2009 : trois jours en hommage aux victimes de la « disparition » de l'avion du vol Air France 447 ;
- 2010 : trois jours de deuil national furent décrétés à la suite de la mort de Néstor Kirchner[19] ;
- 2013 : trois jours de deuil national furent décrétés à la suite de la mort de Hugo Chávez[20] ;
- 2013 : une semaine de deuil national furent décrétés à la suite de la mort de Nelson Mandela[21]
- 2014 : trois jours en hommage aux victime de l'accident de l'avion d'Eduardo Campos ;
- 2016 : trois jours en hommage aux victimes de l'accident du vol LaMia 2933 ;
- 2022 : un jour de deuil national à la suite du décès du prince Luiz de Orleans e Bragança[22] ;
- 2022 : trois jours à la suite du décès de la reine Élisabeth II du Royaume-Uni[23] ;
- 2022 : trois jours à la suite de la mort du footballeur Pelé.

### Canada
- 2022 : 19 septembre, jour du deuil national le jour des obsèques de la reine Élisabeth II du Canada[23].

### Cameroun
- 2016 : le président camerounais Paul Biya décrète une journée de deuil national après l'accident ferroviaire d'Éséka[24] ;
- 2020 : le président Paul Biya décrète une journée de deuil national à la suite du massacre de Kumba[25].

### Chili
- 2005 : trois jours de deuil national ont été annoncés après la mort du pape Jean-Paul II[26] ;
- 2010 : trois jours de deuil national furent décrétés à la suite de la mort de Néstor Kirchner[27] ;
- 2013 : trois jours de deuil national furent décrétés à la suite de la mort de Hugo Chávez[28] ;
- 2024 : trois jours de deuil national décrétés à la suite de la mort de l'ancien président Sebastián Piñera.

### Corée du Nord
- 1994 à 1997 : trois ans de deuil national furent décrétés à la suite de la mort de Kim Il-sung le 8 juillet 1994 ;
- 2004 : trois jours après la mort de président de l'État de Palestine Yasser Arafat[29].
- 2011 : douze jours de deuil national furent décrétés à la suite de la mort de Kim Jong-il.
- 2016 : trois jours de deuil national furent décrétés à la suite de la mort de Fidel Castro[30] ;

### Côte d'Ivoire
- 2005 : un jour de deuil national est décrété le jour des funérailles de pape Jean-Paul II[31] ;
- 2020 : le 10 juillet, Alassane Ouattara décrète huit jours de deuil national après le décès du Premier ministre Amadou Gon Coulibaly le 8 juillet[32] ;
- 2023 : le 2 août, Alassane Ouattara décrète dix jours de deuil national après le décès de l'ancien Président de la République Henri Konan Bédié (1993-1999) le 1er août.

### Cuba
- 1967 : le 15 octobre, Fidel Castro décrète trois jours de deuil national après la mort de Che Guevara ;
- 2004 : trois jours après la mort de président de l'État de Palestine Yasser Arafat[33] ;
- 2005 : trois jours de deuil national ont été annoncés après la mort du pape Jean-Paul II[34] ;
- 2013 : trois jours de deuil national furent décrétés à la suite de la mort de Hugo Chávez[35] ;
- 2013 : trois jours de deuil national furent décrétés à la suite de la mort de Nelson Mandela[36] ;
- 2016 : 9 jours à la suite de la mort de Fidel Castro ;
- 2019 : 18 heures à la suite du décès du président tunisien Béji Caïd Essebsi[37] ;
- 2021 : 18 heures à la suite du décès de l'ancien président algérien Abdelaziz Bouteflika[38] ;
- 2022 : 42 heures à la suite de l'explosion de gaz à l'hôtel Saratoga de la Havane, survenue le 6 mai[39] ;
- 2022 : 18 heures à la suite de l'assassinat de l'ancien premier ministre japonais Shinzō Abe[40] ;
- 2022 : 18 heures à la suite du décès de la reine Élisabeth II du Royaume-Uni[41] ;
- 2023 : 18 heures à la suite du décès du pape émérite Benoît XVI[42] ;
- 2023 : 18 heures à la suite du décès de l'émir du Koweït Nawaf al-Ahmad al-Jaber al-Sabah[43] ;
- 2024 : 18 heures à la suite du décès du président namibien Hage Geingob[44].

### Égypte
- 1970 : le 29 septembre quarante jours de deuil national furent décrétés à la suite de la mort du président Gamal Abdel Nasser[45] ;
- 1981 : le 7 octobre, quarante jours de deuil ont été annoncés pour le meurtre du président Anouar el-Sadate[46] ;
- 2004 : trois jours après la mort du président de l'État de Palestine Yasser Arafat[47] ;
- 2005 : trois jours de deuil national ont été annoncés après la mort du pape Jean-Paul II[48] ;
- 2012 : le 20 mars pour les funérailles du pape copte Chenouda III (mort le 17 mars)[49].
- 2013 : trois jours de deuil national furent décrétés à la suite de la mort de Nelson Mandela[50] ;
- 2016 : trois jours après l'attentat de l'église Saint-Pierre-et-Saint-Paul du Caire ;
- 2020 : trois jours de deuil national furent décrétés à la suite de la mort de l'ancien président Hosni Moubarak[51].

### Espagne
- 1969 : trois jours à la suite de la mort de la reine douairière Victoire-Eugénie le 15 avril[52] ;
- 1975 : trente jours à la suite de la mort de Francisco Franco le 20 novembre[53] ;
- 1993 : sept jours à la suite de la mort du comte de Barcelone, père du roi, le 1er avril[54] ;
- 2000 : sept jours à la suite de la mort de la comtesse de Barcelone, mère du roi, le 2 janvier[55] ;
- 2005 : un jour de deuil national ont été annoncés après la mort du pape Jean-Paul II[56] ;
- 2013 : trois jours en hommage aux 80 victimes de l'accident ferroviaire de Saint-Jacques-de-Compostelle le 24 juillet ;
- 2015 : trois jours à la suite de la mort de 150 personnes lors du crash de l'A320 de Germanwings le 24 mars[57] ;
- 2017 : trois jours en hommage aux victimes des attentats en Catalogne du 17 août[58],[59] ;
- 2020 : dix jours à partir du 26 mai en hommage au plus de 25 000 victimes de la pandémie de Covid-19 dans le pays[60] ;
- 2024 : trois jours, du 31 octobre au 2 novembre, après des inondations ayant fait plus de 300 morts et disparus[61];
- 2025 : trois jours à la suite de la mort du pape François[62].

### États-Unis
- 2024 : un jour de deuil national, le 9 janvier, après la mort de Jimmy Carter, ancien président des États-Unis.

### France

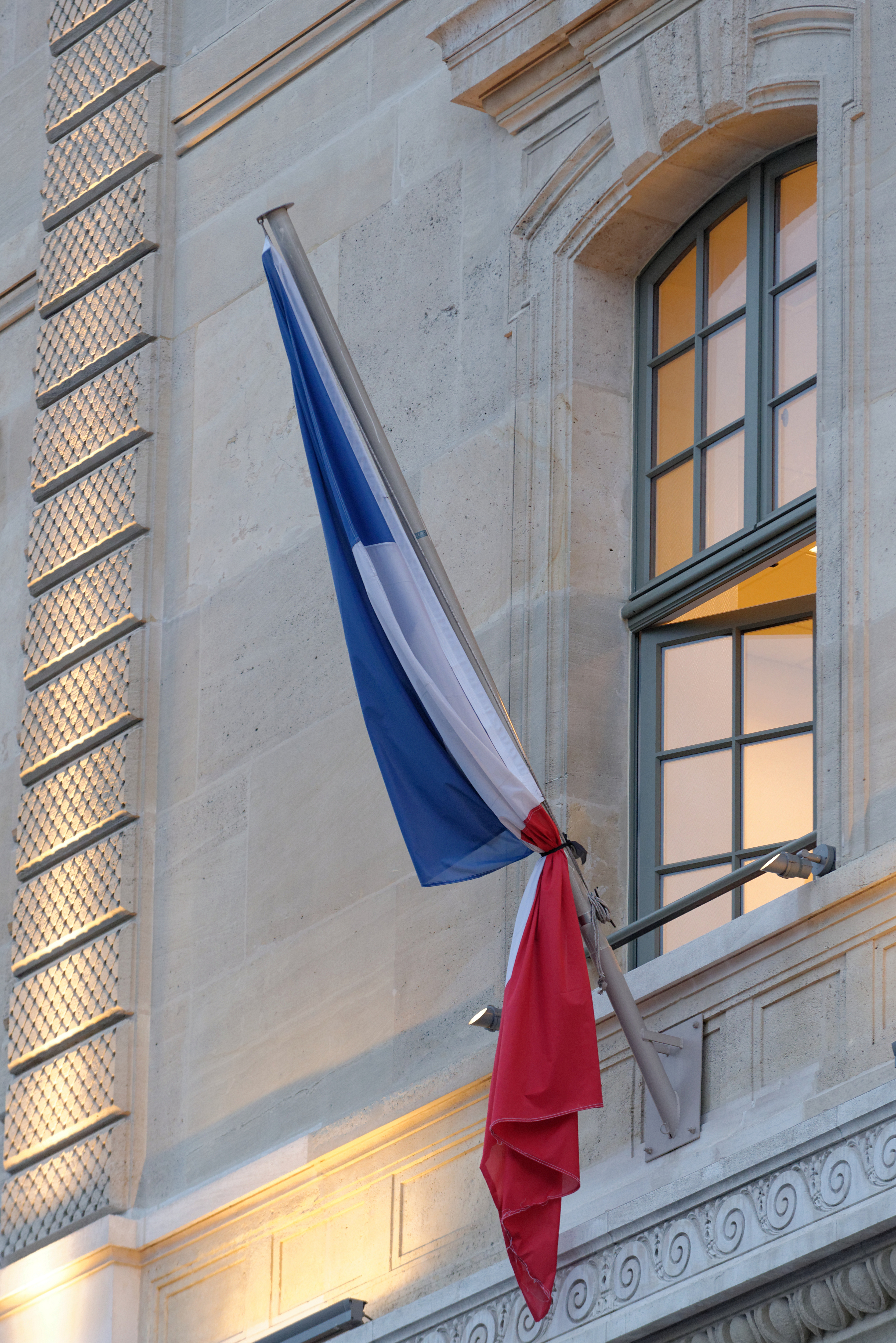
Drapeau français en berne à la préfecture de police de Paris le 8 janvier 2015, en hommage aux victimes de l'attentat contre Charlie Hebdo.

En France, le deuil national marque l'hommage de la Nation aux victimes d'un événement marquant (catastrophe naturelle, attentat) ou la mort d'un président de la République (président en exercice ou ancien président).
Sous la Ve République, le deuil national est déclaré par un décret signé par le président de la République (ou le président du Sénat qui assure l'intérim si le deuil concerne la mort du président en exercice) et contresigné par le Premier ministre.
Le deuil national, au contraire de l'hommage national et des obsèques nationales, n'est pas une cérémonie. Il n'existe pas de codification des actions à mener mais consiste au moins en la mise en berne des drapeaux sur les édifices publics et est souvent accompagné de minutes de silence. Jusqu'alors limité à une seule journée, le fait de décréter plusieurs jours de deuil national est une nouveauté introduite par le président François Hollande en 2015. Si la durée s'allonge, à l'inverse, l'intensité de la rupture des activités quotidiennes s'amenuise : aucune fermeture ou annulation n'a accompagné les deuils depuis 2015.
Le deuil national décrété en 2001 en hommage aux victimes des attentats du 11 septembre aux États-Unis est le seul qui honore des personnes décédées hors du territoire national.
- 1930 : dimanche 9 mars, après les inondations dans le Midi de la France[a] ;
- 1942 : samedi 7 mars 1942, jour des obsèques des victimes du bombardement allié de nuit le 3 mars sur l'ouest de Paris et sa banlieue qui a occasionné 623 victimes civiles[66].
- 1943 : mercredi 7 avril 1943, jour des obsèques des victimes du bombardement allié de jour le 4 avril sur l'ouest de Paris et sa banlieue qui a occasionné 380 victimes civiles. Grande cérémonie de propagande de l’État Français place de la Concorde [67].
- 1949 : mercredi 24 août, après le grand incendie de la forêt landaise qui a causé la mort de 82 personnes et brûlé 52 000 hectares[68].
- 1970 : jeudi 12 novembre, après la mort de l'ancien président de la République, Charles de Gaulle, le 9 novembre[64],[b] ;
- 1974 : samedi 6 avril, après la mort de Georges Pompidou, président de la République en exercice, le 2 avril[64],[c] ;
- 1996 : jeudi 11 janvier, après la mort de l'ancien président de la République, François Mitterrand, le 8 janvier[64],[69],[d],[e] ;
- 2001 : vendredi 14 septembre, après les attentats du 11 septembre aux États-Unis[64],[f],[g] ;
- 2015 : jeudi 8 janvier, après l'attentat contre Charlie Hebdo du 7 janvier[64],[70],[h],[i],[j] ;
- 2015 : dimanche 15, lundi 16 et mardi 17 novembre, après les attentats du 13 novembre[64],[71],[k],[l] ;
- 2016 : samedi 16, dimanche 17 et lundi 18 juillet, après l'attentat du 14 juillet à Nice[64],[m],[n],[o] ;
- 2019 : lundi 30 septembre, après la mort de l'ancien président de la République, Jacques Chirac, le 26 septembre[64],[72],[p],[q] ;
- 2020 : mercredi 9 décembre, après la mort de l'ancien président de la République, Valéry Giscard d'Estaing, le 2 décembre[64],[73],[r],[s] ;
- 2024 : lundi 23 décembre, après le passage du cyclone Chido à Mayotte les 13 et 14 décembre[74],[t],[u].

Sous la Seconde Restauration, la loi du 19 janvier 1816 fait du 21 janvier, anniversaire de l'exécution de Louis XVI le 21 janvier 1793, un jour férié dédié à un deuil général, obligatoire et expéatoire. Elle a pu être interprétée comme instaurant un deuil national,,. Elle a été abrogée, sous la monarchie de Juillet, par la loi du 26 janvier 1833.

### Guatemala
- 2005 : trois jours de deuil national ont été annoncés après la mort du pape Jean-Paul II[26] ;
- 2021 : trois jours à la suite de la mort de 55 migrants dans un accident de camion au Chiapas le 9 décembre[79].

### Guinée
- 2013 : trois jours de deuil national furent décrétés à la suite de la mort de Nelson Mandela[80].
- 2023 : trois jours à la suite de l’explosion du dépôt de carburant de Kaloum le 20 décembre[81].
- 2024 : trois jours à la suite de la tragédie du stade 3-Avril de Nzérékoré le 1er décembre[82].

### Iran
- 1989 : quarante jours de deuil national ont été annoncés après la mort du guide spirituel suprême iranien Ayatollah Rouhollah Khomeini[83] ;
- 2013 : un jour de deuil national fut décrété à la suite de la mort de Hugo Chávez[84] ;
- 2020 : trois jours à la suite de l'assassinat du général Soleimani par les États-Unis le 3 janvier[85].
- 2024 : cinq jours à la suite de l'accident d'hélicoptère ayant coûté la vie au président Ebrahim Raïssi le 19 mai[86].

### Israël
- 2021 : dimanche 2 mai, à la suite de la bousculade du mont Méron, qui fait 45 victimes.

### Italie
- 1958 : trois jours de deuil national ont été annoncés après la mort du pape Pie XII[87] ;
- 1963 : trois jours de deuil national ont été annoncés après la mort du pape Jean XXIII[88] ;
- 1978 : trois jours de deuil national ont été annoncés après la mort du pape Paul VI ;
- 2005 : trois jours de deuil national ont été annoncés, plus le jour des funérailles du pape Jean-Paul II[89] ;
- 2016 : un jour de deuil national est décrété le 27 août à la suite du séisme du 24 août en Italie centrale (298 morts)[90] ;
- 2023 : un jour de deuil national est décrété le jour des funérailles de Silvio Berlusconi, ancien président du Conseil des ministres[91] ;
- 2023 : un jour de deuil national est décrété le jour des funérailles de Giorgio Napolitano, ancien président de la République[92].
- 2025 : cinq jours de deuil national sont décrétées après la mort du pape François[93].

### Kazakhstan
- 2019 : le samedi 28 décembre, à la suite de l'accident du vol Bek Air 2100[94].

### Liban
- 2004 : trois jours après la mort du président de l'État de Palestine Yasser Arafat[47] ;
- 2005 : un deuil national fut décrété à la suite de l'assassinat du Premier ministre, Rafiq Hariri ;
- 2005 : trois jours de deuil national ont été annoncés après la mort du pape Jean-Paul II[95] ;
- 2013 : un jour de deuil national furent décrétés à la suite de la mort de Nelson Mandela[96] ;
- 2019 : lundi 30 septembre, après la mort de l'ancien président de la République française, Jacques Chirac, le 26 septembre[97] ;
- 2020 : une journée en hommage aux victimes des explosions au port de Beyrouth, le 4 août ;
- 2020 : trois jours après la mort de l'émir du Koweït, Sabah al-Ahmad al-Jaber al-Sabah, le 29 septembre[98] ;
- 2022 : trois jours à la suite de la mort de la reine Élisabeth II du Royaume-Uni[99].

### Mali
- 2013 : trois jours de deuil national furent décrétés à la suite de la mort de Nelson Mandela[100].
- 2019 : les jeudi 13, vendredi 14 et samedi 15 juin à la suite du massacre de Sobane Da[101].

### Maroc
- 1999 : quarante jours décrétés après la mort du roi Hassan II ;
- 2004 : trois jours après la mort de président de l'État de Palestine Yasser Arafat[47] ;
- 2011 : trois jours décrétés pour les victimes du crash d'un avion militaire le 26 juillet dans le sud du pays ;
- 2022 : trois jours décrétés après la mort de Khalifa ben Zayed Al Nahyane, émir d'Abou Dabi et président des Émirats arabes unis[102] ;
- 2023 : trois jours décrétés pour les victimes du séisme survenu le 8 septembre 2023 vers 23 h 12 au sud de Marrakech.

### Mexique
- 2005 : un jour de deuil national est décrété le jour des funérailles de pape Jean-Paul II[103] ;
- 2011 : trois jours de deuil national furent décrétés pour les personnes mortes lors de l'attentat terroriste de Monterrey du 25 août.
- 2013 : les 2, 3 et 4 février en mémoire des victimes de l'explosion de la Torre Ejecutiva Pemex, le 31 janvier à Mexico[104],[105].
- 2017 : trois jours en l'honneur des victimes du séisme dans l'État de Puebla survenu le 19 septembre[106].
- 2020 : trente jours, du 13 août au 11 septembre, pour les victimes de la pandémie de Covid-19 dans le pays[107].
- 2020 : le 31 octobre, le 1er et le 2 novembre en hommage aux victimes de la pandémie de Covid-19[108],[109].
- 2021 : les 4, 5 et 6 mai à la suite de l'accident de métro du 3 mai 2021 à Mexico[110].
- 2022 : le 26 septembre pour les huit ans des enlèvements d'Iguala en 2014[111].

### Pologne
- 2005 : six jours de deuil national ont été annoncés après la mort du pape Jean-Paul II[112] ;
- 2010 : une semaine de deuil national fut décrétée à la suite du décès du président Lech Kaczyński dans l'accident de son avion près de Smolensk (Russie)[113],[α].

### Portugal
- 1999 : trois jours de deuil national furent décrétés à la suite du décès de la chanteuse Amália Rodrigues ;
- 2005 : trois jours de deuil national ont été annoncés après la mort du pape Jean-Paul II[115] ;
- 2013 : trois jours de deuil national furent décrétés à la suite de la mort de Nelson Mandela[116] ;
- 2014 : trois jours de deuil national furent décrétés pour la mort du footballeur Eusebio ;
- 2017 : trois jours de deuil national furent décrétés à la suite du décès de l'ancien président (1986-1996) Mário Soares ;
- 2020 : le 2 décembre à la suite de la mort du philosophe Eduardo Lourenço la veille[117].

### Roumanie
- 2005 : un jour de deuil national est décrété le jour des funérailles de pape Jean-Paul II[118] ;
- 2015 : un deuil national de trois jours est décrété à compter du 31 octobre, à la suite d'un incendie dans une boîte de nuit à Bucarest, qui a causé la mort d'au moins 54 personnes ;
- 2017 : un deuil national de trois jours est décrété à partir du 5 décembre, à la suite de la mort de l'ancien roi Michel Ier de Roumanie.

### Royaume-Uni
- 2002 : huit jours de deuil national furent décrétés à la suite du décès de la reine mère Elizabeth, morte le 30 mars à l’âge de 101 ans[β] ;
- 2021 : huit jours de deuil national furent décrétés à la suite du décès du prince Philip, duc d'Édimbourg, mort le 9 avril à l’âge de 99 ans[β] ;
- 2022 : dix jours de deuil national furent décrétés à la suite du décès de la reine Élisabeth II, décédée le 8 septembre à l’âge de 96 ans[β].

### Russie
- 2010 : le 12 avril à la suite de l'accident de l'avion présidentiel polonais à Smolensk qui coûte notamment la vie au président polonais Lech Kaczyński ;
- 2015 : le 1er novembre à la suite de l'attentat du vol Metrojet 9268 survenu la veille et qui a provoqué la mort de 224 personnes, majoritairement de nationalité russe ;
- 2016 : le 26 décembre 2016 à la suite de l'accident d'un Tupolev Tu-154 de la force aérienne russe.

### Serbie
- 2024 : le 2 novembre à la suite de l'effondrement de l'auvent de la gare de Novi Sad ayant fait quatorze morts la veille[119].

### Tanzanie
- 2013 : trois jours de deuil national furent décrétés à la suite de la mort de Nelson Mandela[120].
- 2018 : quatre jours de deuil à la suite du naufrage du MV Nyerere le 20 septembre (218 morts)[121].

### Tchéquie
- 2005 : un jour de deuil national est décrété le jour des funérailles de pape Jean-Paul II[122] ;
- 2011 : trois jours de deuil national furent décrétés à la suite de la mort de Václav Havel.

### Thaïlande
- 2016 : un an de deuil national à la suite du décès du roi Rama IX, mort le 13 octobre à l’âge de 88 ans.

### Tunisie
- 2004 : trois jours après la mort de président de l'État de Palestine Yasser Arafat[47] ;
- 2011 : trois jours de deuil national furent décrétés pour les personnes mortes lors de la révolution tunisienne ;
- 2013 : trois jours de deuil national furent décrétés à la suite de l'assassinat de Chokri Belaïd (figure nationaliste de gauche) le 6 février ;
- 2013 : un jour de deuil national fut décrété à la suite de l'assassinat de Mohamed Brahmi (figure nationaliste de gauche) le 25 juillet ;
- 2013 : un jour de deuil national furent décrétés à la suite de la mort de Nelson Mandela[123] ;
- 2019 : sept jours de deuil national furent décrétés à la suite de la mort de Béji Caïd Essebsi le 25 juillet.

### Venezuela
- 2005 : cinq jours à la suite de la mort de la pape Jean-Paul II[26] ;
- 2010 : trois jours de deuil national furent décrétés à la suite de la mort de Néstor Kirchner[124] ;
- 2013 : à la mort de Hugo Chávez, le mardi 5 février 2013, une semaine de deuil national fut décrétée.
- 2013 : trois jours de deuil national furent décrétés à la suite de la mort de Nelson Mandela[125] ;
- 2016 : trois jours de deuil national furent décrétés à la suite de la mort de Fidel Castro[126] ;